# Добра (Војводство великопољско)
Добра (Војводство Великопољско) (пољ. Dobra) град је у Пољској у Војводству великопољском. По подацима из 2012. године број становника у месту је био 1453.

## Становништво
| 2012. |
| ----- |
| 1.453 |